# Spilosoma albicornis
Spilosoma albicornis är en fjärilsart som beskrevs av George Francis Hampson 1900. Spilosoma albicornis ingår i släktet Spilosoma och familjen björnspinnare. Inga underarter finns listade i Catalogue of Life.